# Tirich Mir West IV
Der Tirich Mir West IV ist ein Nebengipfel des Tirich Mir im Hindukusch in Pakistan.
Der Tirich Mir West IV hat eine Höhe von 7338 m. Er befindet sich 3 km nordwestlich des Hauptgipfels. Auf demselben Berggrat liegen die Gipfel Tirich Mir West III und Tirich Mir West II.
Der Tirich Mir West IV wurde im Jahr 1967 von dem Österreicher Kurt Diemberger mit dem Deutschen Dietmar Proske über die schwierige Nordwand erstbestiegen. Weitere Besteigungen fanden 1976 und 1977 über die Südwestwand statt.
Eine weitere Gipfelbesteigung im Jahr 1979 führte über den Sattel zwischen Tirich Mir West III und Tirich Mir West IV.